# Deutsche Leichtathletik-Meisterschaften 1952/Resultate
Der Hauptteil der Wettbewerbe bei den 52. Deutschen Leichtathletik-Meisterschaften wurde am 28. und 29. Juni 1952 im Berliner Olympiastadion ausgetragen.
In der hier vorliegenden Auflistung werden die in den verschiedenen Wettbewerben jeweils ersten sechs platzierten Leichtathletinnen und Leichtathleten aufgeführt. Eine Übersicht mit den Medaillengewinnerinnen und -gewinnern sowie einigen Anmerkungen zu den Meisterschaften findet sich unter dem Link Deutsche Leichtathletik-Meisterschaften 1952.
Wie immer gab es zahlreiche Disziplinen, die zu anderen Terminen an anderen Orten stattfanden – in den folgenden Übersichten jeweils konkret benannt.

## Meisterschaftsresultate Männer

### 100 m
| Platz | Athlet, Verein                        | Zeit (s) |
| ----- | ------------------------------------- | -------- |
| 1     | Werner Zandt (Stuttgarter Kickers)    | 10,6     |
| 2     | Erich Fuchs (1. FC Kaiserslautern)    | 10,8     |
| 3     | Franz Happernagl (ESV Ingolstadt)     | 10,8     |
| 4     | Heinz Fütterer (Karlsruher FC Phönix) | 10,9     |
| 5     | Josef Heinen (Preussen Krefeld)       | 10,9     |
| 6     | Adolf Kluck (ASV Köln)                | 11,0     |

Datum: 29. Juni

### 200 m
| Platz | Athlet, Verein                         | Zeit (s) |
| ----- | -------------------------------------- | -------- |
| 1     | Werner Zandt (Stuttgarter Kickers)     | 21,5     |
| 2     | Leo Lickes (CSV Marathon 1910 Krefeld) | 22,0     |
| 3     | Adolf Kluck (ASV Köln)                 | 22,4     |
| 4     | Leonhard Pohl (TSV Pfungstadt)         | 22,4     |
| 5     | Heinz Kosina (1. FC Schwandorf)        | 22,5     |
| 6     | Raimo Gareis (LBV Phönix Lübeck)       | 23,0     |

Datum: 29. Juni

### 400 m
| Platz | Athlet, Verein                           | Zeit (s) |
| ----- | ---------------------------------------- | -------- |
| 1     | Karl-Friedrich Haas (1. FC Nürnberg)     | 47,0     |
| 2     | Hans Geister (CSV Marathon 1910 Krefeld) | 47,7     |
| 3     | Kurt Bonah (Werder Bremen)               | 48,6     |
| 4     | Hubert Huppertz (Rot-Weiß Koblenz)       | 48,8     |
| 5     | Gerhard Audorf (Berliner SC)             | 49,8     |
| DNS   | Leo Lickes (CSV Marathon 1910 Krefeld)   |          |

Datum: 29. Juni

### 800 m
| Platz | Athlet, Verein                          | Zeit (min) |
| ----- | --------------------------------------- | ---------- |
| 1     | Günther Steines (Rot-Weiß Koblenz)      | 1:49,5     |
| 2     | Heinz Ulzheimer (Eintracht Frankfurt)   | 1:50,0     |
| 3     | Klaus Wiegel (TK Hannover)              | 1:53,2     |
| 4     | Karl-Heinz Surray (Rot-Weiß Oberhausen) | 1:53,5     |
| 5     | Erwin Klatt (SC Rehberge Berlin)        | 1:54,4     |
| 6     | Siegfried Binder (SpVgg. Feuerbach)     | 1:54,4     |

Datum: 29. Juni

### 1500 m
| Platz | Athlet, Verein                               | Zeit (min) |
| ----- | -------------------------------------------- | ---------- |
| 1     | Werner Lueg (Sportfreunde Gevelsberg)        | 3:43,0 WRe |
| 2     | Günter Dohrow (SCC Berlin)                   | 3:44,80000 |
| 3     | Rolf Lamers (SuS Dinslaken)                  | 3:47,40000 |
| 4     | Karl Kluge (Werder Bremen)                   | 3:51,00000 |
| 5     | Karl-Friedrich Dörsing (Rot-Weiß Oberhausen) | 3:52,60000 |
| 6     | Hans-Ulrich Spree (Bonner FV)                | 3:53,00000 |

Datum: 29. Juni
Mit seinen 3:43,0 Minuten stellte Werner Lueg einen neuen deutschen Rekord auf. Gleichzeitig stellte er den Weltrekord ein.

### 5000 m
| Platz | Athlet, Verein                      | Zeit (min) |
| ----- | ----------------------------------- | ---------- |
| 1     | Siegfried Steller (SCC Berlin)      | 14:38,6    |
| 2     | Walter Müller (TSV 1860 München)    | 14:47,0    |
| 3     | Dieter Schlegel (TS Esslingen 1890) | 14:55,8    |
| 4     | Egon Maack (Altonaer FC von 1893)   | 15:12,8    |
| 5     | Werner Schnepp (TUSEM Essen)        | 15:20,2    |
| 6     | Kurt Philippin (VfB Stuttgart)      | 15:25,4    |

Datum: 28. Juni

### 10.000 m
| Platz | Athlet, Verein                      | Zeit (min) |
| ----- | ----------------------------------- | ---------- |
| 1     | Herbert Schade (Solinger LC)        | 30:46,2    |
| 2     | Hermann Eberlein (TSV 1860 München) | 31:54,6    |
| 3     | Siegfried Steller (SCC Berlin)      | 32:30,0    |
| 4     | Gerd von Hanu-Krüger (TK Hannover)  | 32:56,4    |
| 5     | Franz Schiffer (Werder Bremen)      | 33:09,8    |
| 6     | Dieter Kohls (SCC Berlin)           | 33:41,6    |

Datum: 29. Juni

### Marathon
| Platz | Athlet, Verein                              | Zeit (h) |
| ----- | ------------------------------------------- | -------- |
| 1     | Ludwig Warnemünde (ETSV Altona-Eidelstedt)  | 2:32:57  |
| 2     | Dieter Engelhardt (TSV Bayer 04 Leverkusen) | 2:33:40  |
| 3     | Willy Wange (TSV Bayer 04 Leverkusen)       | 2:34:52  |
| 4     | Hans Vollbach (TSV Bayer 04 Leverkusen)     | 2:36:23  |
| 5     | Ernst Weber (VfL Sportfreunde Berlin)       | 2:37:25  |
| 6     | Gerd von Hanu-Krüger (TK Hannover)          | 2:38:59  |

Datum: 8. Juni
fand in Neustadt/Weinstraße statt

### Marathon, Mannschaftswertung
| Platz | Verein, Besetzung                                                           | Zeit (h) |
| ----- | --------------------------------------------------------------------------- | -------- |
| 1     | TSV Bayer 04 Leverkusen (Dieter Engelhardt, Willy Wange, Hans Vollbach)     | 7:44:55  |
| 2     | VfL Sportfreunde Berlin (Ernst Weber, Gerhard Scholz, Arno Boch)            | 8:25:51  |
| 3     | ETSV Altona-Eidelstedt (Ludwig Warnemünde, Wilhelm Grube, Theodor Meinecke) | 8:28:09  |
| 4     | TUSEM Essen (Fritz Schöning, Hans Jewert, Otfried Neuloh)                   | 8:34:45  |
| 5     | BTSV 1850 Berlin (Gerhard Dorfeldt, Paul Jank, Bruno Eisenhardt)            | 8:58:21  |
| 6     | FSV Frankfurt (Egon Pfarr, Erich Lachhein, Hans Engel)                      | 9:18:44  |

Datum: 8. Juni
fand in Neustadt/Weinstraße statt

### 110 m Hürden
| Platz | Athlet, Verein                         | Zeit (s) |
| ----- | -------------------------------------- | -------- |
| 1     | Wolfgang Troßbach (Berliner SC)        | 14,7     |
| 2     | Hans Zepernick (Blau-Weiß Osnabrück)   | 15,0     |
| 3     | Günter Theilmann (Eintracht Frankfurt) | 15,2     |
| 4     | Walter Thomas (TSG Darmstadt)          | 15,3     |
| 5     | Friedel Schirmer (FC Stadthagen)       | 15,4     |
| 6     | Werner Mörath (LBV Phönix Lübeck)      | 15,6     |

Datum: 29. Juni

### 400 m Hürden
| Platz | Athlet, Verein                         | Zeit (s) |
| ----- | -------------------------------------- | -------- |
| 1     | Karl Kohlhoff (Rot-Weiß Koblenz)       | 53,5     |
| 2     | Oskar Scharr (Spvgg.Feuerbach)         | 53,5     |
| 3     | Georg Niepoth (CSV Marathon Krewfeld)  | 55,1     |
| 4     | Georg Sallen (OSV Hörde)               | 55,8     |
| 5     | Hans-Jürgen Pichler (TSV 1860 München) | 56,8     |
| 6     | Willi Krüll (1. FC Köln)               | 57,5     |

Datum: 28. Juni

### 3000 m Hindernis
| Platz | Athlet, Verein                         | Zeit (min) |
| ----- | -------------------------------------- | ---------- |
| 1     | Helmut Gude (TSV Esslingen)            | 8:50,0 DR  |
| 2     | Günter Heßelmann (SuS Dinslaken)       | 9:06,6000  |
| 3     | Erhard Kynast (Grün-Weiß Braunschweig) | 9:13,4000  |
| 4     | Gerhard Wiedenhorn (SpVgg. Böblingen)  | 9:25,6000  |
| 5     | Helmut Thumm (VfB Stuttgart)           | 9:25,6000  |
| 6     | Karl-Heinz Schmalz (Rot-Weiß Koblenz)  | 9:43,4000  |

Datum: 28. Juni
Helmut Gude stellte mit seiner Siegerzeit einen neuen deutschen Rekord auf.

### 4 × 100 m Staffel
| Platz | Verein, Besetzung                                                               | Zeit (s) |
| ----- | ------------------------------------------------------------------------------- | -------- |
| 1     | Stuttgarter Kickers (Walter Vogt, Werner Zandt, Neef, Roland Hänssel)           | 42,7     |
| 2     | Eintracht Frankfurt (Günter Theilmann, Eckefried Becker, Schäfer, P. Schulz)    | 42,8     |
| 3     | TSV 1860 München (Hans Trimpl, Gerhard Luther, Walter Schreiber, Werner Wigner) | 42,8     |
| 4     | SV Phönix Ludwigshafen (Heinz Gruber, Horst Sturm, Hans Hiss, Klaus Schick)     | 43,1     |
| 5     | Preussen Krefeld (Paul Schochow, Schmincke, Wilhelm Bauer, Josef Heinen)        | 43,6     |
| 6     | ASV Köln (Jakobek, Adolf Kluck, Fred Lauer, Siebenborn)                         | 43,9     |

Datum: 17. August
fand in Hamm statt

### 4 × 400 m Staffel
| Platz | Verein, Besetzung                                                                         | Zeit (min) |
| ----- | ----------------------------------------------------------------------------------------- | ---------- |
| 1     | CSV Marathon 1910 Krefeld (Georg Niepoth, Leo Lickes, Wolfgang Miedecke, Hans Geister)    | 3:20,6     |
| 2     | Rot-Weiß Koblenz (Peter Mirkes, Karl Kohlhoff, Hubert Huppertz, Günther Steines)          | 3:21,0     |
| 3     | Werder Bremen (Kurt Bonah, Rolf Köster, Karl Kluge, Krone)                                | 3:24,5     |
| 4     | Rot-Weiß Oberhausen (Walter Krapoth, Jürgen Bastians, Friedrich Rückebeil, Ernst Viebahn) | 3:26,0     |
| 5     | Eintracht Frankfurt (Lamprecht, Lehmann, Weidner, Heinz Ulzheimer)                        | 3:27,0     |
| 6     | Sportfreunde Gevelsberg (Lewald, Richter, Elste, Heise)                                   | 3:29,0     |

Datum: 17. August
fand in Hamm statt

### 3 × 1000 m Staffel
| Platz | Verein, Besetzung                                                              | Zeit (min) |
| ----- | ------------------------------------------------------------------------------ | ---------- |
| 1     | Berliner SC (Hans-Joachim Hennig, Gerhard Audorf, Olaf Lawrenz)                | 7:36,2     |
| 2     | TK Hannover (Lüderwald, Wiegel, Wien)                                          | 7:37,0     |
| 3     | Rot-Weiß Oberhausen (Karl-Heinz Surray, Ernst Viebahn, Karl-Friedrich Dörsing) | 7:37,4     |
| 4     | Preussen Krefeld (Hügen, Aanstot, Urban Cleve)                                 | 7:43,6     |
| 5     | Bonner FV (Rudi Metternich, Josef Hoffmann, Hans-Ulrich Spree)                 | 7:43,8     |
| 6     | Preußen Münster (Kamps, Wieners, Wohlgemuth)                                   | 7:50,4     |

Datum: 17. August
fand in Hamm statt

### 10.000 m Bahngehen
| Platz | Athlet, Verein                         | Zeit (min) |
| ----- | -------------------------------------- | ---------- |
| 1     | Rudolf Lüttge (Eintracht Braunschweig) | 50:26,4    |
| 2     | Siegfried Kemper (SCC Berlin)          | 51:03,8    |
| 3     | Hermann Grittner (ESV Olympia Köln)    | 51:25,0    |
| 4     | Alfred Nord (TSV Allianz Stuttgart)    | 51:42,8    |
| 5     | Gerhard Knorrscheidt (SCC Berlin)      | 51:54,0    |
| 6     | Emil Griem (Hamburger SV)              | 52:43,2    |

Datum: 28. Juni

### 50-km-Gehen
| Platz | Athlet, Verein                         | Zeit (h) |
| ----- | -------------------------------------- | -------- |
| 1     | Rudolf Lüttge (Eintracht Braunschweig) | 4:38:40  |
| 2     | Hermann Grittner (ESV Olympia Köln)    | 4:32:30  |
| 3     | Robert Kübler (TSV Allianz Stuttgart)  | 4:55:15  |
| 4     | Emil Griem (Hamburger SV)              | 4:58:13  |
| 5     | Gustav Peinemann (WSV Braunschweig)    | 5:04:52  |
| 6     | Viktor Siuda (WSV Braunschweig)        | 5:06:03  |

Datum: 8. Juni
fand in Hamburg statt

### 50-km-Gehen, Mannschaftswertung
| Platz | Verein, Besetzung                                                      | Zeit (h) |
| ----- | ---------------------------------------------------------------------- | -------- |
| 1     | Hamburger SV (Emil Griem, Feucht, Friedrich Prehn)                     | 15:21:02 |
| 2     | WSV Braunschweig (Gustav Peinemann, Viktor Siuda, Ludwig)              | 15:28:18 |
| 3     | Eintracht Braunschweig (Rudolf Lüttge, Walter Stoltz, Wilhelm Kneifel) | 15:36:37 |
| 4     | ESV Grün-Weiß Essen (Tietze, Willi Schneidereit, Riemenschneider)      | 16:08:45 |
| 5     | SCC Berlin (Meyer, Reinhold Hertel, Knackstedt)                        | 16:30:48 |

Datum: 8. Juni
fand in Hamburg statt
nur 5 Mannschaften in der Wertung

### Hochsprung
| Platz | Athlet, Verein                             | Höhe (m) |
| ----- | ------------------------------------------ | -------- |
| 1     | Werner Bähr (Olympia Neumünster)           | 1,85     |
| 2     | Hermann Nacke (Polizei SV Kiel)            | 1,80     |
| 3     | Bernd Naumann (SC Frankfurt 1880)          | 1,80     |
| 4     | Hans-Jürgen Jenss (ASV Köln)               | 1,80     |
| 5     | Armin Emmerich (CSV Marathon 1910 Krefeld) | 1,80     |
| 6     | Friedrich Klucke (OSC Berlin)              | 1,75     |

Datum: 28. Juni

### Stabhochsprung
| Platz | Athlet, Verein                      | Höhe (m) |
| ----- | ----------------------------------- | -------- |
| 1     | Hanfried Oertel (Rot-Weiß Koblenz)  | 4,00     |
| 2     | Gustav Stührk (TSV 1860 München)    | 3,90     |
| 3     | Karl-Heinz Thenee (ASV Köln)        | 3,90     |
| 4     | Kurt Landschulze (Preussen Krefeld) | 3,90     |
| 5     | Ernst Müller (TSV Rottweil)         | 3,80     |
| 6     | Wigo Biffart (TSG Neustadt)         | 3,70     |

Datum: 29. Juni

### Weitsprung
| Platz | Athlet, Verein                     | Weite (m) |
| ----- | ---------------------------------- | --------- |
| 1     | Heinz Klophaus (Ohligser TV)       | 7,27      |
| 2     | Herbert Göbel (SV Korbach 09)      | 7,27      |
| 3     | Erhard Mallek (DTSG 1874 Hannover) | 7,19      |
| 4     | Josef Hipp (TSG Balingen)          | 7,17      |
| 5     | Fritz Gleim (SC Frankfurt 1880)    | 7,09      |
| 6     | Gerhard Luther (TSV 1860 München)  | 6,97      |

Datum: 28. Juni

### Dreisprung
| Platz | Athlet, Verein                       | Weite (m) |
| ----- | ------------------------------------ | --------- |
| 1     | Werner Bodenhagen (MTV Wolfenbüttel) | 14,69     |
| 2     | Kurt Trozowski (TuS Jahn Werdeloh)   | 14,61     |
| 3     | Rudolf Waneck (TSV 1860 München)     | 14,05     |
| 4     | Theo Strohschnieder (TV Cloppenburg) | 13,90     |
| 5     | Kurt Müller (SC Pforzheim)           | 13,84     |
| 6     | Werner Weiß (VfL Bochum)             | 13,67     |

Datum: 29. Juni

### Kugelstoßen
| Platz | Athlet, Verein                    | Weite (m) |
| ----- | --------------------------------- | --------- |
| 1     | Werner Theurer (SpVgg. Feuerbach) | 15,17     |
| 2     | Walter Janssen (TSG Westerstede)  | 14,58     |
| 3     | Fritz Riese (Eintracht Frankfurt) | 14,14     |
| 4     | Josef Hipp (TSG Balingen)         | 14,09     |
| 5     | Ernst Kunz (OSC Berlin)           | 13,89     |
| 6     | Werner Eckert (TV Wehr)           | 13,82     |

Datum: 28. Juni

### Diskuswurf
| Platz | Athlet, Verein                              | Weite (m) |
| ----- | ------------------------------------------- | --------- |
| 1     | Josef Hipp (TSG Balingen)                   | 48,28     |
| 2     | Heinz Rosendahl (Schwarz-Weiß Radevormwald) | 45,75     |
| 3     | Gustav Marktanner (Stuttgarter Kickers)     | 45,20     |
| 4     | Günther Noack (Grünweiß Frankfurt)          | 44,73     |
| 5     | Karl Oweger (TSV 1860 München)              | 43,48     |
| 6     | Fritz Riese (Eintracht Frankfurt)           | 42,43     |

Datum: 29. Juni

### Hammerwurf
| Platz | Athlet, Verein                     | Weite (m) |
| ----- | ---------------------------------- | --------- |
| 1     | Karl Storch (Borussia Fulda)       | 59,44 DR  |
| 2     | Karl Wolf (Karlsruher TV 1846)     | 56,48000  |
| 3     | Erwin Blask (Grünweiß Frankfurt)   | 53,71000  |
| 4     | Oskar Lutz (Herner TC)             | 52,63000  |
| 5     | Karl Hein (Hamburger SV)           | 52,16000  |
| 6     | Karl Hagenburger (TSV Mannheim 46) | 51,74000  |

Datum: 29. Juni
Karl Storchs Siegesweite bedeutete neuen deutschen Rekord.

### Speerwurf
| Platz | Athlet, Verein                              | Weite (m) |
| ----- | ------------------------------------------- | --------- |
| 1     | Herbert Koschel (Rot-Weiß Koblenz)          | 66,73     |
| 2     | Hermann Rieder (TSV 1860 München)           | 64,71     |
| 3     | Emil Sick (Stuttgarter Kickers)             | 63,88     |
| 4     | Gerhard Keller (TSV Süßen)                  | 63,53     |
| 5     | Heinrich Will (Rendsburger TSV)             | 61,61     |
| 6     | Ferdinand Büsse (CSV Marathon 1910 Krefeld) | 58,32     |

Datum: 28. Juni

### Fünfkampf,1952er Wertung
| Platz | Athlet, Verein                         | P – offiz. Wert. | P – 85er Wert. |
| ----- | -------------------------------------- | ---------------- | -------------- |
| 1     | Horst Bodenstein (TK Hannover)         | 2843             | 3289           |
| 2     | Helmut Wilshaus (Hammer SpVg. 03/04)   | 2588             | 3116           |
| 3     | Manfred Hübscher (Sportfreunde Siegen) | 2547             | 3081           |
| 4     | Emil Steger (TSV Schwaben Augsburg)    | 2524             | 3061           |
| 5     | Horst Fischer (TSV Mannheim 46)        | 2475             | 2924           |
| 6     | Karl Lewald (Sportfreunde Gevelsberg)  | 2437             | 2962           |

Datum: 16. August
fand in Hamm statt
Disziplinen des Fünfkampfs: Weitsprung, Speerwurf, 200 m, Diskuswurf, 1500 m

### Zehnkampf,1952er Wertung
| Platz | Athlet, Verein                    | P – offiz. Wert. | P – 85er Wert. |
| ----- | --------------------------------- | ---------------- | -------------- |
| 1     | Josef Hipp (TSG Balingen)         | 6011             | 6453           |
| 2     | Heinz Oberbeck (MTV Braunschweig) | 5702             | 6203           |
| 3     | Wigo Biffart (TSG Neustadt)       | 5392             | 6027           |
| 4     | Ernst Wurfer (TG Esslingen 1890)  | 5263             | 5938           |
| 5     | Werner Bähr (Olympia Neumünster)  | 5092             | 5761           |
| 6     | Dieter Lindner (TSV 1860 München) | 5088             | 5796           |

Datum: 16./17. August
fand in Hamm statt

### Waldlauf–7914m
| Platz | Athlet, Verein                       | Zeit (min) |
| ----- | ------------------------------------ | ---------- |
| 1     | Hermann Eberlein (TSV 1860 München)  | 24:39,0    |
| 2     | Klaus Metz (LG Eintracht Frankfurt)  | 24:48,8    |
| 3     | Erich Kruzycki (SC Victoria Hamburg) | 24:59,6    |
| 4     | Franz Schiffer (Werder Bremen)       | 25:01,2    |
| 5     | Siegfried Steller (SCC Berlin)       | 25:45,0    |
| 6     | Walter Müller (TSV 1860 München)     | 25:55,0    |

Datum: 13. April
fand in Bietigheim statt

### Waldlauf–7914m, Mannschaftswertung
| Platz | Verein, Besetzung                                                         | (Pkte)               |
| ----- | ------------------------------------------------------------------------- | -------------------- |
| 1     | TSV 1860 München (Hermann Eberlein, Walter Müller, Hans Glöckler)         | 12 (Plätze 01/6/15)  |
| 2     | Hamburger SV (Ludwig Rögener, Klaus Ketelsen, Gerd Saß)                   | 15 (Plätze 08/9/10)  |
| 3     | OSC Berlin (Ottomar Kusserow, Ströfer, Hermann Brecht)                    | 21 (Plätze 07/11/17) |
| 4     | Rot-Weiß Koblenz (Willi Holtkamp, Manfred Kiesewetter, Günther Hennerici) | 50 (Plätze 12/23/42) |
| 5     | SC Dahlhausen (Heinz Betting, Wiegand, Dietz)                             | 51 (Plätze 18/28/37) |
| 6     | Stuttgarter Kickers (Schneider, Bolzhauser, Bayer)                        | 57 (Plätze 20/29/40) |

Datum: 13. April
fand in Bietigheim statt

## Meisterschaftsresultate Frauen

### 100 m
| Platz | Athletin, Verein                                      | Zeit (s) |
| ----- | ----------------------------------------------------- | -------- |
| 1     | Maria Sander, geb. Domagala (SuS 09 Dinslaken)        | 11,8     |
| 2     | Helga Klein (SG Mannheim)                             | 12,0     |
| 3     | Marga Petersen (Werder Bremen)                        | 12,2     |
| 4     | Ursula Knab (USC Heidelberg)                          | 12,3     |
| 5     | Margot Ulzheimer, geb. Glöckner (Eintracht Frankfurt) | 12,3     |
| 6     | Irmgard Schmelzer, geb. Kirchhoff (KSV Hessen Kassel) | 12,6     |

Datum: 28. Juni

### 200 m
| Platz | Athletin, Verein                               | Zeit (s) |
| ----- | ---------------------------------------------- | -------- |
| 1     | Helga Klein (SG Mannheim)                      | 24,5     |
| 2     | Maria Sander, geb. Domagala (SuS 09 Dinslaken) | 24,6     |
| 3     | Karin Fehring (MTV München von 1879)           | 25,5     |
| 4     | Christel Neukirch (Preussen Krefeld)           | 25,6     |
| 5     | Margot Gundlach (Werder Bremen)                | 25,6     |
| 6     | Maria Arenz (DSD Düsseldorf)                   | 25,8     |

Datum: 29. Juni

### 80 m Hürden
| Platz | Athletin, Verein                               | Zeit (s) |
| ----- | ---------------------------------------------- | -------- |
| 1     | Maria Sander, geb. Domagala (SuS 09 Dinslaken) | 11,2     |
| 2     | Anneliese Seonbuchner (1. FC Nürnberg)         | 11,4     |
| 3     | Zenta Gastl (MTV München von 1879)             | 11,7     |
| 4     | Regina Lorberg (TK Hannover)                   | 11,7     |
| 5     | Hildegard Hellwig (SSV Wuppertal)              | 11,8     |
| 6     | Hannelore Pospiech (TS Jahn München)           | 12,3     |

Datum: 29. Juni

### 4 × 100 m Staffel
| Platz | Verein, Besetzung                                                                                  | Zeit (s) |
| ----- | -------------------------------------------------------------------------------------------------- | -------- |
| 1     | Werder Bremen (Helga Kluge – geb. Huhn, Marga Petersen, Lotte Oppolzer, Margot Gundlach)           | 49,1     |
| 2     | SCC Berlin (Ursula Tobien, Wittich, Ursula Klopfleisch, Ursel Krämer)                              | 50,0     |
| 3     | 1. FC Nürnberg (Wilhelmine Schubert, Anneliese Seonbuchner, Helma Horlacher, Lotte Wackersreuther) | 50,1     |
| 4     | Eintracht Frankfurt (Ruppert, Lilo Ullmann, Margot Ulzheimer – geb. Glöckner, Thoma)               | 50,3     |
| 5     | Eimsbütteler TV (Dittmer, Nolle, Scheel, Schumacher)                                               | 51,0     |
| 6     | Berliner Turnerschaft (Schimmel, Karla Struck, Monika Krause, Schiller)                            | 51,6     |

Datum: 17. August
fand in Hamm statt

### Hochsprung
| Platz | Athletin, Verein                              | Höhe (m) |
| ----- | --------------------------------------------- | -------- |
| 1     | Toni Butz (TG Geislingen)                     | 1,57     |
| 2     | Hildegard Gerschler (Freiburger FC)           | 1,54     |
| 3     | Ursula Schmückle (TSG Ulm 1846)               | 1,54     |
| 3     | Ilse Steckelmann (Osnabrücker TV 1861)        | 1,54     |
| 5     | Ursula Erhardt (Rot-Weiß Koblenz)             | 1,50     |
| 5     | Margarete von Buchholtz (Stuttgarter Kickers) | 1,50     |

Datum: 29. Juni

### Weitsprung
| Platz | Athletin, Verein                                      | Weite (m) |
| ----- | ----------------------------------------------------- | --------- |
| 1     | Irmgard Schmelzer, geb. Kirchhoff (KSV Hessen Kassel) | 5,71      |
| 2     | Leni Hofknecht (Turnerschaft Bayreuth)                | 5,63      |
| 3     | Elfriede von Nitzsch, geb. Brunemann (TK Hannover)    | 5,63      |
| 4     | Lore Fauth (Stuttgarter Kickers)                      | 5,53      |
| 5     | Rosemarie Seuffert (TSV Siemensstadt Berlin)          | 5,51      |
| 6     | Kläre Vorthmann (SSV Wuppertal)                       | 5,46      |

Datum: 29. Juni

### Kugelstoßen
| Platz | Athletin, Verein                                     | Weite (m) |
| ----- | ---------------------------------------------------- | --------- |
| 1     | Gertrud Kille (SV St. Georg Hamburg)                 | 14,61 DR  |
| 2     | Marianne Werner, geb. Schulze-Entrup (SSV Wuppertal) | 14,26000  |
| 3     | Dorothea Kreß (Holstein Kiel)                        | 13,26000  |
| 4     | Gerda Hagen (Post-SV Düsseldorf)                     | 13,02000  |
| 5     | Jolanda Mayr (TSV Pfronten)                          | 12,15000  |
| 6     | Karen Sonneck, geb. Uthke (TK Hannover)              | 11,97000  |

Datum: 29. Juni
Gertrud Kille stellte mit 14,61 m einen neuen deutschen Rekord auf.

### Diskuswurf
| Platz | Athletin, Verein                                     | Weite (m) |
| ----- | ---------------------------------------------------- | --------- |
| 1     | Marianne Werner, geb. Schulze-Entrup (SSV Wuppertal) | 46,35     |
| 2     | Hannelore Klute (ASV Köln)                           | 41,25     |
| 3     | Gerda Hagen (Post-SV Düsseldorf)                     | 40,97     |
| 4     | Marianne Heinrich (TSV Markt Oberdorf)               | 40,51     |
| 5     | Hilde Siemer (Oldenburger Turnerbund)                | 39,99     |
| 6     | Walburga Kaiser (Preußen Münster)                    | 39,76     |

Datum: 28. Juni

### Speerwurf
| Platz | Athletin, Verein                                     | Weite (m) |
| ----- | ---------------------------------------------------- | --------- |
| 1     | Jutta Krüger (SSC Südwest Berlin)                    | 44,35     |
| 2     | Dr. Ingeborg Bausenwein, geb. Plank (1. FC Nürnberg) | 42,94     |
| 3     | Marlies Müller (Rot-Weiß Koblenz)                    | 42,91     |
| 4     | Gisela Maier (Stuttgarter Kickers)                   | 42,49     |
| 5     | Elisabeth Groß (1. FC Nürnberg)                      | 41,44     |
| 6     | Susanne Pastoors (OSC Berlin)                        | 38,60     |

Datum: 29. Juni

### Fünfkampf
| Platz | Athletin, Verein                               | P – offiz. Wert. | P – 55er Wert. |
| ----- | ---------------------------------------------- | ---------------- | -------------- |
| 1     | Maria Sander, geb. Domagala (SuS 09 Dinslaken) | 3832             | 4393           |
| 2     | Anneliese Seonbuchner (1. FC Nürnberg)         | 3470             | 4164           |
| 3     | Regina Lorberg (TK Hannover)                   | 3190             | 4020           |
| 4     | Christa Büchner (ASV Köln)                     | 3036             | 3887           |
| 5     | Lotte Wackersreuther (1. FC Nürnberg)          | 3017             | 3915           |
| 6     | Rosemarie Seuffert (TSV Siemensstadt Berlin)   | 2978             | 3847           |

Datum: 16./17. August
fand in Hamm statt
Der Frauen-Fünfkampf wurde bei den Meisterschaften von 1952 bis 1954 nach der in diesen Jahren für Frauen gültigen internationalen Tabelle gewertet.

## Video
- Filmausschnitte u. a. von den Deutschen Leichtathletikmeisterschaften auf filmothek.bundesarchiv.de, Bereich: 7:11 min bis 8:01 min, abgerufen am 20. April 2021